# Евген Чолій
Евген Чолій (нар. 1959, Монреаль, Квебек, Канада) — канадський правник українського походження. Президент Світового Конґресу Українців (2008—2018). Доктор Honoris causa Національного університету «Львівська політехніка» (2016). Почесний консул України у Монреалі (Канада) (з 2020).

## Професійна діяльність
Евген Чолій є членом Палати адвокатів Квебеку з 1982 року та партнером «Лапуент Розенштейн Маршан Мелансон» (Lapointe Rosenstein Marchand Melançon), однієї з найбільших незалежних юридичних фірм у Квебеку. Його юридична практика включає корпоративні i комерційні судові процеси та справи неплатоспроможності і фінансової реструктуризації. Як професійний юрист, виступає перед Верховним судом Канади та перед судами Квебеку різних рівнів.
Від 2012 р. є у довіднику «Найкращі юристи», що є одним з найстарших і найбільш поважних видань у юридичній галузі, у своїх сферах практики.

## Громадська діяльність

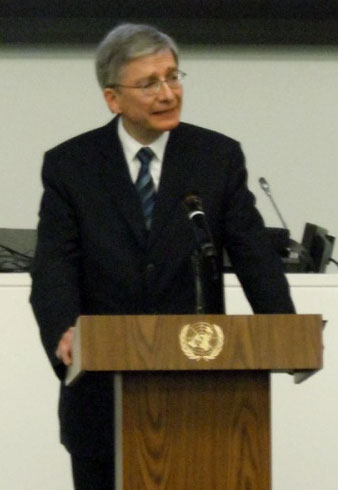
Виступ на конференції в ООН

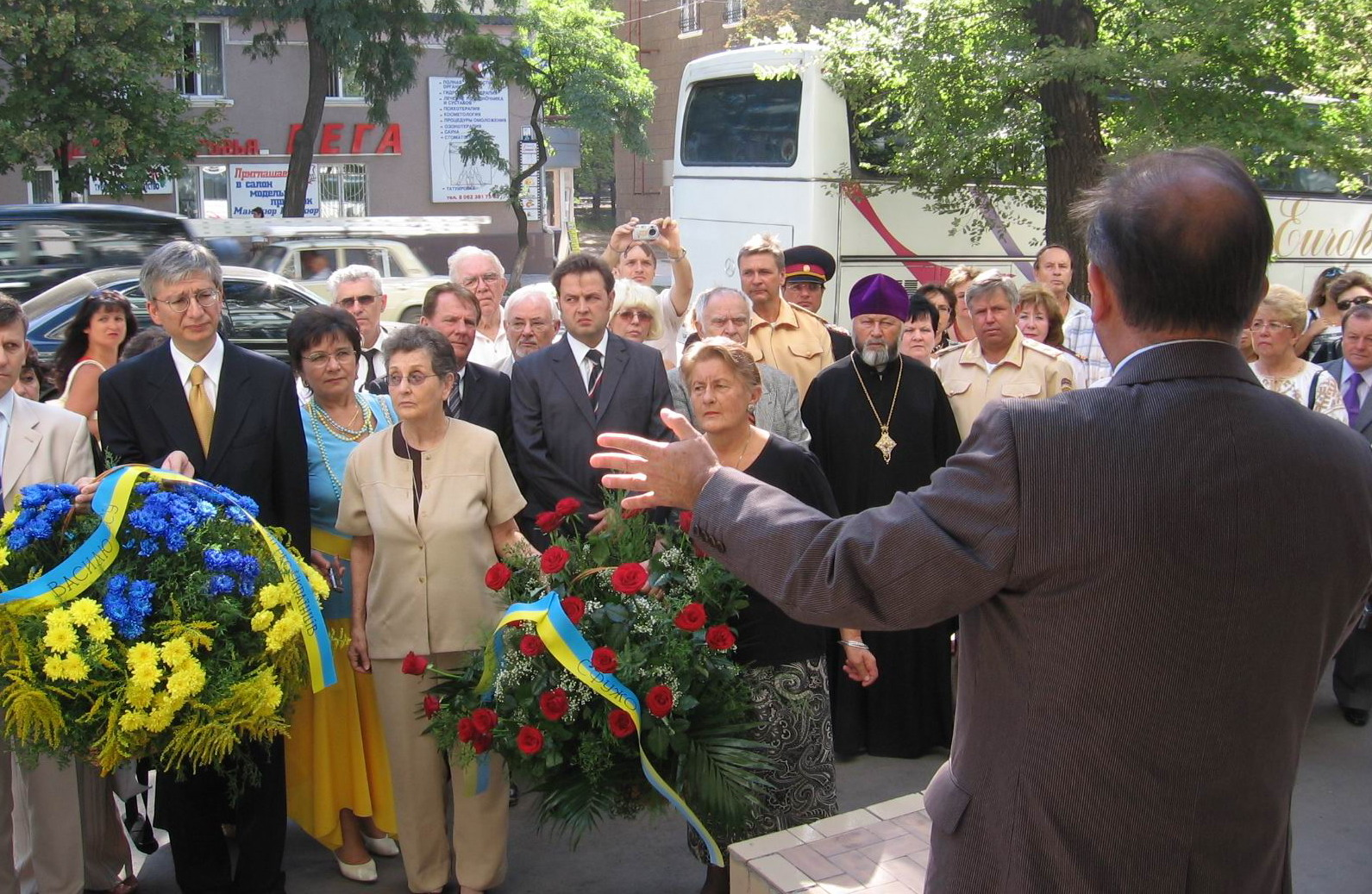
Євген (крайній ліворуч) під час мітингу біля пам'ятної дошки Василю Стусу, Донецький університет, 2007

Голова Міжнародної місії Світового Конґресу Українців зі спостереження за виборами 2019 р. в Україні.
Від 1993 р. входить до Ради директорів Світового Конґресу Українців. Протягом 10 років, від 2008 р. до 2018 р., був Президентом Світового Конґресу Українців. У другій п'ятирічній каденції він як Президент Конґресу, здійснив 147 міжнародних подорожей до 51 країни, де мав 1,500 двосторонніх зустрічей з Ієрархами церков та високопосадовцями урядів держав світу і міжнародних інституцій (таких, як ООН, ОБСЄ, Рада Європи, НАТО та ЄС), 160 виступів на офіційних заходах та 200 громадських зустрічей.
2019 року був Головою Міжнародної місії Світового Конґресу Українців зі спостереження за президентськими і парламентськими виборами в Україні.
З 2019 є Президентом ГО «Україна-2050», що співпрацює з українськими та міжнародними організаціями та українською діаспорою, щоб допомогти розробити спільну візію майбутнього України та впровадити впродовж одного покоління — а саме до 2050 року, стратегію для сталого розвитку України як повністю незалежної, територіально цілісної, демократичної, реформованої та економічно конкурентноспроможної європейської держави.
З 2019 є Президентом Києво-Могилянської фундації Канади, неприбуткової корпорації, яка підтримує університет «Києво-Могилянська академія» в Україні та студентів українського походження, які навчаються у закладах вищої освіти у Канаді.
Світовий Конґрес Українців є міжнародною координаційною надбудовою українських громад у діаспорі, що представляє інтереси понад 20 мільйонів українців. Конґрес має мережу складових організацій та зв'язків з українцями у 62 країнах. Заснований у 1967 р., Світовий Конґрес Українців був визнаний у 2003 р. як неурядова організація зі спеціальним консультативним статусом Економічною та соціальною радою Організації Об'єднаних Націй та в 2018 р. набув статусу учасника міжнародної неурядової організації в Раді Європи.
З 2004 є членом Управи Української народної каси Дежарден у Монреалі (у 2006—2019 був Президентом). З 2006 — член Ради директорів Української кооперативної ради Канади. З 2018 — член Консультаційного столу співпраці Східного Монреалю Федерації Кас Дежарден Квебеку, найбільшої кооперативної фінансової інституції в Канаді (у 2009—2018 був членом Ради представників Східного Монреалю Федерації Кас Дежарден Квебеку).
З 1994 року входить до Ради директорів Конґресу Українців Канади (у 1998—2004 був президентом).

З 17 жовтня 2020-го пан Чолій є почесним консулом України в Монреалі, був призначений з наміром розвивати торгівельну співпрацю, університетські контакти та культурні зв'язки України з Квебеком.

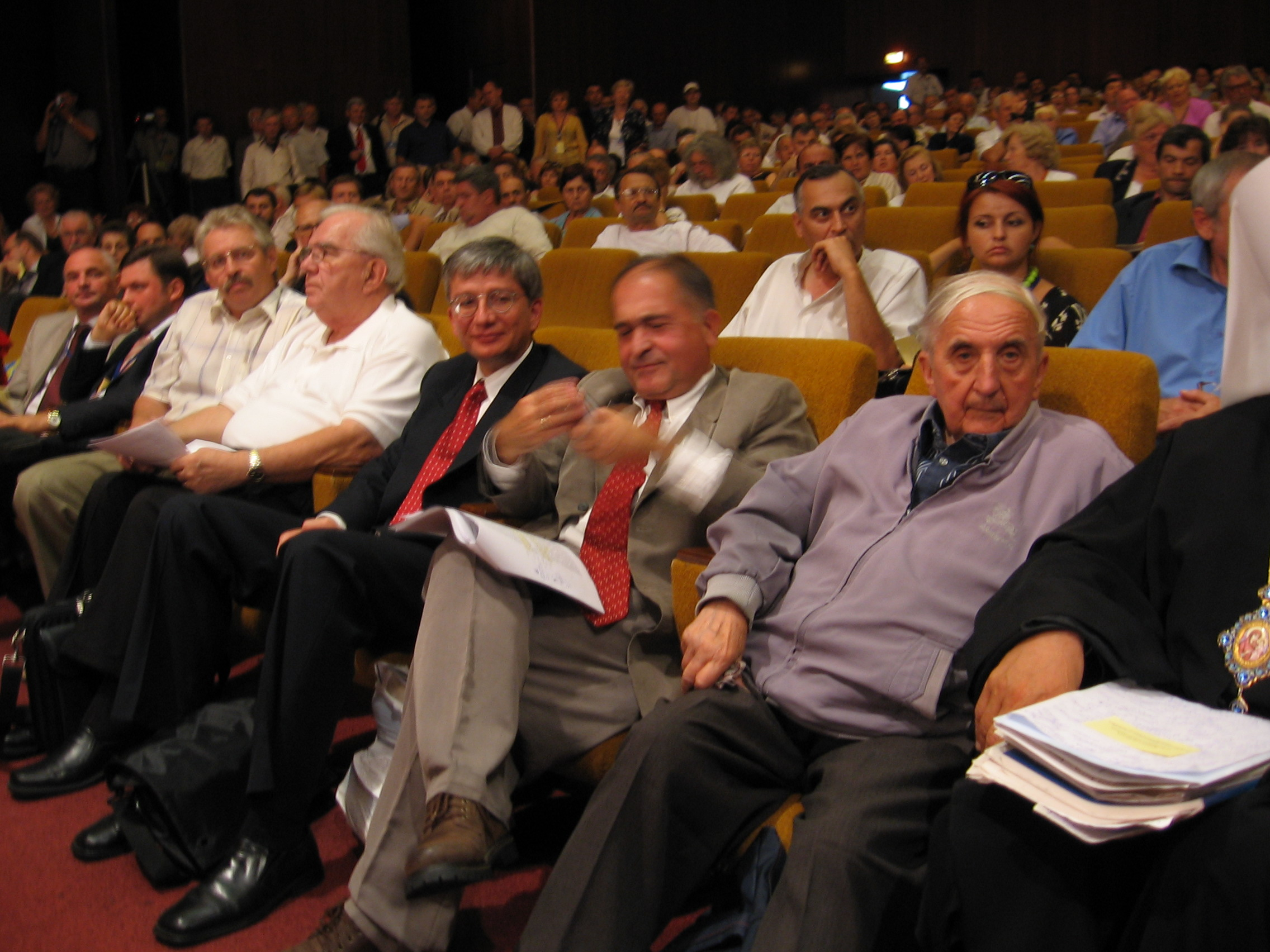
Всесвітній форум українців-2006.

## Нагороди
- Орден митрополита Андрея Шептицького — найвища нагорода Української Греко-Католицької церкви
- 2016 — отримав звання доктора Honoris Causa університету «Львівська політехніка»  за внесок у просування інтересів України та її євроінтеграції[5]
- 2019 — отримав звання Почесного доктора від університету «Києво-Могилянська академія» (Україна) за видатні досягнення як громадського провідника
- 2019 — Почесний доктор НаУКМА[6][7]
- Діамантова ювілейну медаль королеви Єлизавети II,
- Золота ювілейну медаль королеви Єлизавети II,
- орден України «За заслуги» III ступеня,
- ювілейна медаль Президента України «25 років незалежності України»,
- медаль Національного олімпійського комітету України,
- медаль св. Володимира Великого Світового Конґресу Українців
- Шевченківська медаль Конґресу Українців Канади[8]

- Орден князя Ярослава Мудрого V ст. (Україна, 23 серпня 2019) — за вагомий особистий внесок у зміцнення міжнародного авторитету України, розвиток міждержавного співробітництва, плідну громадську діяльність[9]

## Сім'я
Разом із дружиною Анною має трьох дітей, Меланію, Степана і Софію, та двох онуків — Захара і Юлію.